# Vöhringen (Iller)
Vöhringen by i Regierungsbezirk Schwaben i den tyske delstat Bayern.

## Geografi
Vöhringen ligger cirka 18 kilometer syd for Ulm og 40 kilometer nord for Memmingen ved floden Iller i området Mittelschwaben.

### Nabokommuner
Vöhringen grænser mod nord til byen Senden, mod øst til byen Weißenhorn, mod syd til kommunen Bellenberg og mod vest til kommunen Illerrieden i delstaten Baden-Württemberg.

### Inddeling
I Vöhringen ligger ud over hovedbyen, landsbyerne Illerzell, Illerberg og Thal.